# Flimwell
Flimwell – wieś w Anglii, w hrabstwie East Sussex, w dystrykcie Rother. Leży 64 km na południowy wschód od Londynu.